# Stenhomalus fenestratus
Stenhomalus fenestratus là một loài bọ cánh cứng trong họ Cerambycidae.